# Artes mayores

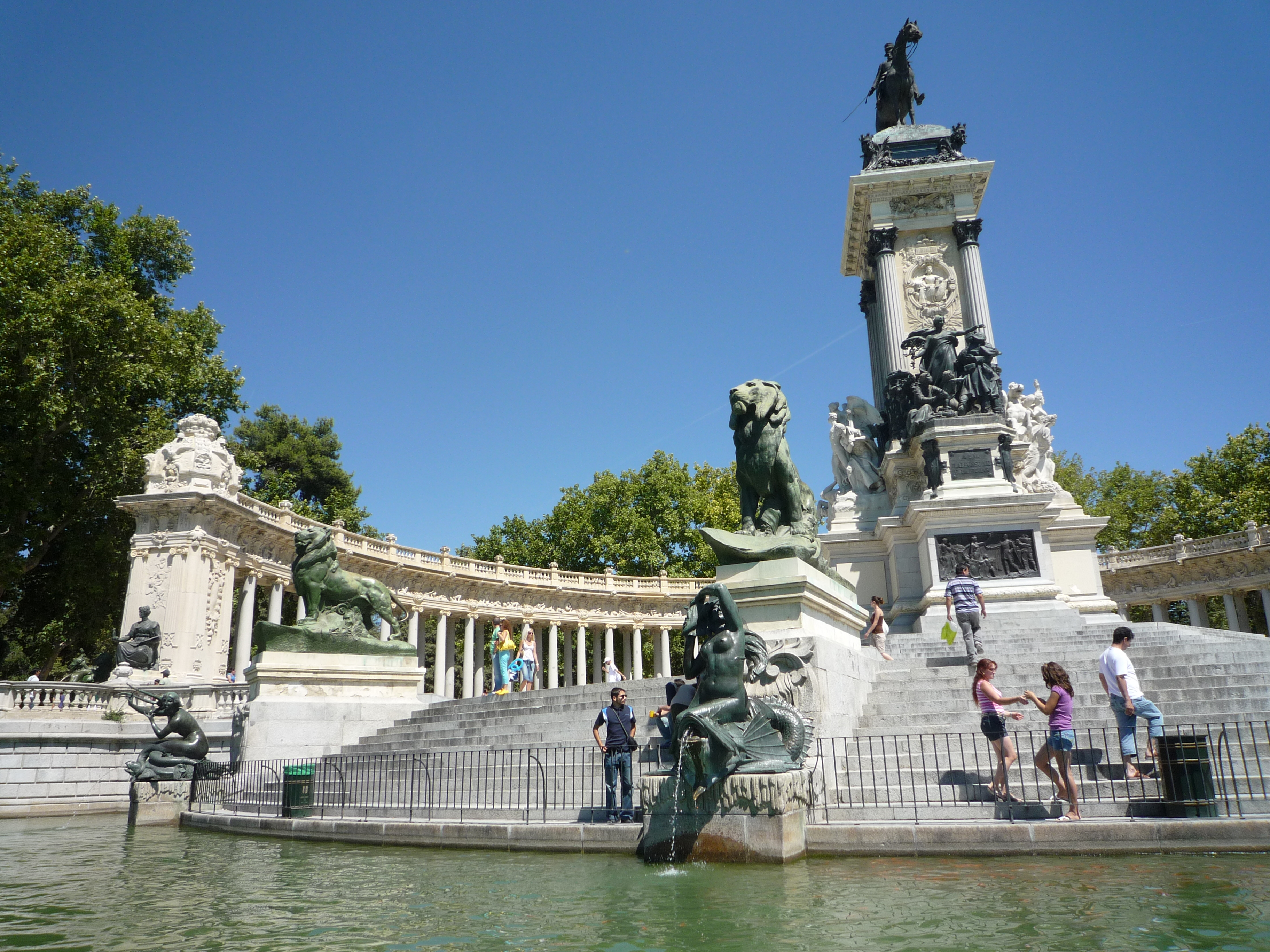

Artes mayores es la denominación histórica de la pintura, la literatura, el teatro, la música, la danza, la escultura y la arquitectura  . Los conceptos confluyentes de artes plásticas o artes visuales son de uso posterior.[cita requerida]
El concepto de artes mayores se utiliza en oposición al de artes menores o aplicadas, para considerar a éstas como artesanías y a aquellas como artes liberales, a las primeras como forma de expresión de la belleza y a las segundas como forma de ejecución de objetos en los que prima la utilidad; todo ello en el contexto de la valoración del trabajo intelectual y minusvaloración del trabajo físico propio de las sociedades del Antiguo Régimen, y de la apreciación de la figura del artista a partir del Renacimiento. La revisión de todos estos conceptos fue radical a partir de la Edad Contemporánea, especialmente a partir de las Vanguardias y la Bauhaus.
Se utilizaba la expresión maestro en las tres artes mayores para los artistas que habían demostrado su suficiencia como maestros en las artes de pintura, escultura y arquitectura.

## Gremios mayores
También se usaba la expresión artes mayores para designar al conjunto de gremios de mayor importancia económica o gremios mayores: en Madrid y Cádiz los Cinco Gremios Mayores (joyeros, merceros, sederos, pañeros y lenceros), en Valencia el Colegio del Arte Mayor de la Seda, etc.